# 意富加牟豆美命
意富加牟豆美命（日语：オオカムヅミノミコト）乃《古事記》之記述，祂是日本神話裡出現的桃子，《日本書紀》裡亦有類似的記錄，卻未出現其名。另有別名意富迦牟都美命、於保加牟豆美命、大神實命。

## 概要

### 古事記之記載
據《古事記》上卷之記錄，伊邪那岐命砍殺燒死伊邪那美命的迦具土後，因為非常思念祂，遂追往黃泉國。在黃泉國大殿門前，伊邪那美命由殿內開門迎接，伊邪那岐命對祂說：「我的愛妻呀，我和妳創造的國土尚未完成，請跟我回去吧！」伊邪那美命答：「真是可惜呀！你不早點來，我已經吃了黃泉國烹煮的飯食。既然你特意前來找我，我也很想回去。且讓我跟黃泉神商量，在這期間不要偷看我。」伊邪那美命邊說邊走入殿內。
伊邪那美命久而未返，伊邪那岐命等得不耐煩，於是取下左髮髻插著的髮梳，折下一齒作燭火，走入殿中。但祂所看見的卻是伊邪那美命腐爛的身軀上佈滿了蛆，聲音猶如雷鳴大作，且發現頭部被大雷盤據、胸部被火雷盤據、腹部被黑雷盤據、下陰被拆雷盤據、左手被若雷盤據、右手被土雷盤據、左足被鳴雷盤據、右足被伏雷盤據，共有八雷神繞纏其屍身。
伊邪那岐命嚇得拔腿狂奔，伊邪那美命怒斥：「你這樣簡直是汙辱我！」立即派遣豫母都志許賣追捕。伊邪那岐命丟出黑御鬘變成山葡萄，趁豫母都志許賣撿食之際逃跑，卻仍被追上。再丟出右髮髻插著的髮梳，折下一齒變成竹笋，又趁豫母都志許賣撿食之際逃逸。後來伊邪那美命遣八雷神率領1千5百黃泉大軍追趕，嚇得伊邪那岐命抽出十拳劍一邊揮舞一邊逃走。但大軍仍繼續追擊，伊邪那岐命逃至黃泉比良坂，撿起三顆桃子用力丟向追兵，於是黃泉大軍停止追趕。所以伊邪那岐命對桃子說：「你們有靈性，能驅鬼避邪。往後葦原中國的芸芸眾生遇到危難時，就像剛才幫助我一樣，去幫助他們吧！」於是伊邪那岐命賜了意富加牟豆美命的名號給桃子。

### 日本書紀之記載
據《日本書紀》卷第一神代上第九種說法之記載，伊奘諾尊欲見其妹伊奘冉尊，乃到殯殮之處。本來伊奘冉尊出來迎接祂，都如同在世般無異狀。接著後者說：「夫君請你不要看我。」語畢突然消失且四周陷入一片黑暗，伊弉諾尊舉起火把視之，伊奘冉尊的身體飽脹長大，上有八色雷公。受到驚嚇的伊弉諾尊急忙走避，八色雷公追趕之。伊弉諾尊躲進路邊的桃樹下，並以果實擊退眾雷，這就是桃子能驅鬼的源由。伊奘諾尊乃投其杖曰：「自此之後，雷不敢來。」便是所謂的岐神，亦即「來名戶之祖神」。而所謂的「八雷」，在首曰大雷、在胸曰火雷、在腹曰土雷、在背曰稚雷、在尻曰黑雷、在手曰山雷、在足上曰野雷、在陰上曰裂雷。

## 解說
神名裡的「意富（（日語）オオ）」謂「偉大的」、「加牟豆（（日語）カムヅ）」乃「神明的」、「豆（（日語）ミ）」謂「靈威」，故整句翻譯起來為「偉大的神明之靈」，因此這也是「大神實命」的緣由。
在中國民間信仰裡，桃子具有延年益壽之效，傳說王母娘娘在瑤池設蟠桃會，以蟠桃宴請眾仙。《左傳》〈宣公傳四年〉也記載：「其出之也，桃弧棘矢，以除其災」，意指以用桃木做的弓、棘製的箭舉行除災儀式。所以中國人至今擺設壽宴必備「壽桃」、桃木劍可避邪去惡、春節時喝桃湯可以避邪求福，此種信仰亦向東傳遞到了日本。
2010年（平成22年）考古學者在奈良縣櫻井市發現了纏向遺跡，其中在一個推測是3世紀前半的土坑內出土了2千餘個桃子，據推測為祭祀之用。平安時代在除夕時會舉行「追儺」的儀式，使用桃弓或桃杖驅鬼避邪，正月時則配戴以桃木片、卯槌（（日語）うづち）製成的護身符。室町時代中期成形的《桃太郎》故事中，也是將桃子描繪成不老長壽之仙果，具有避邪消厄的神效。每年3月3日的女兒節（（日語）雛祭り）屬於「五節句」之一的「桃之節句」，日本民間習慣送桃花做禮物、飲桃酒，也是認為桃子能消除災厄。

## 信仰
在日本供奉意富加牟豆美命的神社計有下述：
- 桃島神社（兵庫縣豐岡市城崎町）
- 多伎藝神社（島根縣出雲市多伎町）
- 賀茂神社（德島縣阿波市）
- 熊野神社（東京都多摩市）